# モハメド・ファラー
モハメド・ファラー（英語: Mohamed "Mo" Farah,ソマリ語: Maxamed Faarax, アラビア語: محمد فرح、 CBE,1983年3月23日-)は、イギリスの元陸上競技選手、専門は中・長距離走。出生名は「フセイン・アブディ・カヒン」。ソマリア（現在のソマリランド）出身。オリンピックで2大会連続トラック長距離種目2冠を達成するなど、2010年代を代表する最強ランナーであった。2023年11月に国際移住機関（IOM）初のグローバル親善大使に就任。

## 経歴
ソマリア（現在のソマリランド）で「フセイン・アブディ・カヒン」（Hussein Abdi Kahin）として生まれた後、9歳の時人身売買によってジブチから英国に連れ去られ、そこで「モハメド・ファラー」の名を与えられた。
ファラーは2006年にイェーテボリで開催されたヨーロッパ陸上競技選手権5000mでは13分44秒79の記録で、スペインのヘスス・エスパニャに敗れるも2位に入った。ヨーロッパカップ3000mでも2位となった。2007年モンバサで開催された世界クロスカントリー選手権ではシニア11位となり、世界陸上競技選手権大阪大会5000mでは13分47秒54で6位に入賞した。
2008年、北京オリンピックには男子5000mイギリス代表として出場したが、予選2組6着となり決勝進出とはならなかった。2009年は3月のヨーロッパ室内選手権3000m、6月のヨーロッパチーム選手権5000mを優勝した。
2009年、ドイツで行われたベルリン世界陸上選手権に出場した。決勝進出を果たし、残り200m付近まで先頭集団で優勝争いを繰り広げ、ケネニサ・ベケレらのスパートに離されるも13分19秒69で7位に入った。
2010年7月27日、バルセロナで開催されたヨーロッパ陸上競技選手権大会10000mに出場し勝を飾った。8月18日、IAAFダイヤモンドリーグヴェルトクラッセチューリッヒで12分57秒94を記録し、デビッド・ムーアクロフトが保持していた男子5000mのイギリス記録を28年ぶりに更新した。
2011年6月3日のプリフォンテーンクラシック10000mで、26分46秒57を記録し優勝した。モハメッド・ムーリトが保持していた男子10000mのヨーロッパ記録を11年ぶりに更新した。同じく2011年、韓国で行われたテグ世界陸上選手権に5000mおよび10000mのイギリス代表として出場した。先に行われた10000mでは、ラスト600m付近から先頭に立ち、自らスパートを仕掛け一時は後続を2～30m引き離すものの後ろから猛追してきたイブラヒム・ジェイランに残り100m付近から急激に詰められ、残り30m付近で逆転を許し2位に終わるという非常に悔しい結果に終わっている。後日行われた5000mでは、予選を余裕の2位で通過し決勝に臨んだ。決勝では同じく自ら残り400m付近で先頭に立ちスパートを仕掛け混戦になる中、デジェン・ゲブレメスケル、イマネ・メルガ、またラスト100mから驚異の追い上げを見せたバーナード・ラガトらを振り切り優勝に輝いた。
2012年、トルコのイスタンブールで行われた世界室内陸上選手権の3000mに出場し、決勝進出、決勝でも残り500mから仕掛けるも、バーナード・ラガト、オーガスティン・チョゲ、エドウィン・ソイらにかわされ、4位という結果に終わった(優勝はラガト)。試合後、エドウィン・ソイがラスト70ｍ付近でファラーの進路妨害を行ったということで失格になり、一時銅メダルに繰り上がるも、ソイの抗議によって取り消しとなった。
2012年8月に行われたロンドン五輪5000ｍ、10000ｍに出場。先に行われた10000mではレース終盤まで集団の中で体力を温存し、ラスト1周を切ったところでスパート。最終的に残り100mでケネニサ・ベケレやゲーレン・ラップらを振り切り27分30秒42で自身初の五輪金メダルを獲得した。続く5000mでは4500ｍ地点で先頭に立つと壮絶なスパート合戦を制し、13分41秒67で金メダルを獲得。これにより5000ｍ、10000ｍの五輪2冠を達成した。
2014年、4月のロンドンマラソンに出場する。トラックの実績により期待されたが初マラソンを2時間8分21秒の8位で終える。スイスのチューリッヒで行われたヨーロッパ選手権において、2位以下を余裕でかわして5000mと10000mの2冠を達成した。
2016年、ブラジルのリオデジャネイロで行われたリオデジャネイロオリンピックにおいて、男子10000mの決勝で転倒するアクシデントに見舞われながらも金メダルを獲得し、五輪連覇を達成した。10周目で練習パートナーでもあるゲーレン・ラップともつれあって転倒したが、それをものともせず優勝争いに復帰すると、代名詞でもある最後の100メートルのラストスパートで他選手を置き去りにし、27分5秒17でゴールした。5000ｍにも出場し、最初の1000Ⅿを2分37秒で通過するハイペースのため中盤から先頭に立つと、ラスト一周のラップが52秒という高速スパート合戦を制し、13分03秒30で優勝。これにより五輪2大会連続5000ｍと10000ｍの2冠に輝くという40年ぶりの快挙を成し遂げた。
2017年にロンドン世界陸上競技選手権大会に出場。10000ｍではファラーの優勝を阻止しようと他の選手が交互に先頭を引っ張り合い、26分台のペースで推移。しかしそれをものともせずラスト100ｍでジョシュア・チェプテゲイ、ビダン・カロキ、ポール・タヌイの3人を置き去りにし26分49秒53で優勝。五輪、世界陸上合わせて10レース連続で金メダルを獲得した。5000mではエチオピアの選手を中心にファラー包囲網が形成され、ラスト1周を過ぎたときには内側のレーンから出られない状況となったことで、ムクタル・エドリス（エチオピア）らに先行される形となり、最終的に2位となった。これにより五輪、世界陸上を合わせた連続勝利の記録が途絶えた。またこの大会をもって世界大会のトラックレースから引退し、マラソンに転向することを表明していたため、最後に負ける形でトラックレースから去ることとなってしまった。
2018年10月に行われたシカゴマラソンにおいて2時間5分11秒をマークし、自身初となるマラソン優勝を果たした。
2020年のダイヤモンドリーグブリュッセル大会の1時間競走に出場し、21330ｍをマーク。ハイレ・ゲブレシラシエが保持していた21285ｍという世界記録を更新した。
2021年、6月25日に英マンチェスターで行われた英国陸上競技選手権(東京五輪代表選考会兼ねる)の1万メートルで、参加標準記録から約20秒遅れの27分47秒04だった
2023年1月31日、同年のロンドンマラソンにおいて引退することを発表した。なお本人は2023年夏にハンガリーのブダペストで行われる世界陸上競技選手権大会のイギリス代表に選ばれた場合、出場する可能性があることを明らかにしている。
2023年4月23日のロンドンマラソンを2時間10分28秒で完走。このレースを持って引退した。

## 人物
ファラーは2011年初頭から2019年までナイキ・オレゴン・プロジェクトに参加し、かつての男子マラソン世界最高記録保持者アルベルト・サラザールの指導を受けていた。また同じくオレゴン・プロジェクトの一員であり、10000mのアメリカ記録保持者であるゲーレン・ラップは練習パートナーであった。
2012年7月14日に、ファラーはITV1のゲームショーであるキューブに登場した。ファラーは自身のチャリティー25万ポンドを獲得する最初の人物となった。
2022年7月、ファラーは英国放送協会（BBC）のテレビ番組に出演し、イギリスへは人身売買で連れて来られたこと、出生名はフセイン・アブディ・カヒンであることを告白した。詐欺による国籍取得となるため、法律上ではイギリス政府がファラーの国籍を剥奪することも可能ではあるが、ファラーによる証言内容からファラー自身は国籍取得に関わっていないとみられるため、内務省関係者もファラーの国籍を剥奪される可能性は低いとBBCの取材に対して答えている。2023年11月、国際移住機関（IOM）初のグローバル親善大使に就任し、自身と同じような境遇の子どもを救うために取り組んでいく。

## 記録
- 屋外
- 800m - 1分48秒69（2003年）
- 1500m - 3分28秒81（2013年）英国記録
- 1マイル - 3分56秒49（2005年）
- 2000m - 5分06秒34（2006年）
- 3000m - 7分32秒62（2016年）
- 2マイル - 8分07秒85（2014年）ヨーロッパ記録
- 5000m - 12分53秒11（2011年） 英国記録
- 10000m - 26分46秒57（2011年）ヨーロッパ記録

- 室内
- 1500m - 3分39秒03（2012年）
- 1マイル - 3分57秒92（2013年）
- 3000m - 7分34秒47（2009年） 英国記録
- 2マイル - 8分08秒07（2012年） 英国記録
- 5000m - 13分10秒60（2011年） ヨーロッパ記録
- 1時間競走 - 21.330km（2020年） 世界記録

- ロード
- 10 km - 27分44秒（2010年）
- 15 km - 43分13秒（2009年）
- 10マイル - 46分25秒（2009年）
- ハーフマラソン - 59分26秒（2018年）英国記録
- フルマラソン - 2時間5分11秒（2018年） 英国記録